# Billet de trésorerie
Un  billet de trésorerie, d'une durée d’un jour à un an, est un titre de créance négociable (TCN), un crédit interentreprises, c’est-à-dire que les entreprises (généralement les plus grandes) qui sont en phase de besoin de trésorerie, vont émettre elles-mêmes des billets de trésorerie qui vont être achetés par d’autres entreprises (entreprises classiques ou appartenant au secteur bancaire et financier) ayant des facilités de trésorerie.

## Enjeux du billet de trésorerie
Les entreprises ne peuvent pas émettre facilement des billets de trésorerie, elles doivent satisfaire à des conditions de notation financière très précises établies par des organismes indépendants (les entreprises doivent établir des notes de gestion sur les six derniers mois pour justifier de leur santé financière et de leur solvabilité).
La France est au troisième rang mondial sur le marché des trésoreries – au premier rang dans l'Union européenne.
La croissance des billets de trésorerie a coïncidé avec le passage à l’euro, et la vague des fusions-acquisitions, qui ont créé des besoins de financement importants.

## Caractéristique du billet de trésorerie
La durée des billets est de plus en plus courte : billets à très court terme (25 % actuellement d'un à dix jours).
La rémunération de ces billets est très intéressante, proche des taux du marché monétaire.
Il y a eu plus de 70 émetteurs français en 2012, dont LVMH Moët Hennessy Louis Vuitton, Vivendi, France Télécom. Les investisseurs sont d'autres grandes entreprises et établissements de crédit (banques) et OPCVM (organisme de placement collectif en valeurs mobilières).
Les billets de trésorerie (BT) sont des titres de créance négociable (TCN) émis par les entreprises (françaises ou étrangères) ayant accès au marché monétaire. D'une durée allant de 1 jour à 1 an, d'un montant minimal de 152 000 euros, le BT peut être émis à taux fixe ou avoir un coupon indexé sur une référence variable (le plus souvent l'EONIA). Lorsqu’il est émis à taux fixe les intérêts peuvent être payés à la fin (postcomptés) ou payés d'avance (IPA).
La notation financière du programme par une agence de notation (S&P, Moody's, Fitch) n'est pas obligatoire si l'émetteur est coté sur une place européenne (soit à la Bourse ou éventuellement s'il existe des obligations cotées de ce même émetteur). Dans la pratique, rares sont les entreprises ayant un programme de BT non noté car de plus en plus d'investisseurs refusent d'acheter des BT non notés.
Dans la pratique le marché est particulièrement actif sur des maturités inférieures à trois mois. Les taux d'emprunts sont particulièrement bon marché pour les entreprises (moins élevés que pour des lignes de crédits).
Ils sont en général supérieurs de quelques points de base (ou basis point, 1bp = 0,01 %) au swap Eonia de même maturité. L'écart avec le swap appelé aussi spread d'émission.
La référence Eonia est particulièrement suivie en France car elle constitue le « benchmark » des principaux fonds monétaires et est devenue de ce fait la référence pour les trésoriers d'entreprises.
Néanmoins il est bon de noter que la véritable référence sur le cash est l'Euribor (et les Libor pour les autres devises que l'Euro). L'Euribor est représentatif du niveau de taux auquel les banques sont prêtes à se prêter entre elles.
Nombre de trésoriers d'entreprises l'ont ainsi « redécouvert » à l'occasion de la crise de 2007. Avant cette date la liquidité abondante sur le marché ainsi qu'une situation stable ont fait que l'écart entre les taux Euribor et les swaps Eonia de même maturité était pratiquement constant (5-10 bp environ). Il était dès lors équivalent pour un émetteur de parler en « spread » d'émission par rapport à l'Eonia qu'en spread par rapport à l'Euribor. Mais lors de la crise qui démarra en août 2007, le spread entre les Euribors et les swaps Eonia a pu dépasser les 100 bp ! Il devenait donc impossible pour les entreprises d'émettre sur des spreads de l'ordre de la dizaine de bp au-dessus des swaps Eonia car cela aurait signifié des taux d'émission à Euribor - 90 bp, très inférieurs et hors marchés par rapport à ce que payaient les banques à cette époque.
Le spread d'émission dépend de plusieurs facteurs :
– la qualité de crédit de l'émetteur (le spread augmente avec le risque) ;
– la durée d'émission (le spread augmente avec la durée) ;
– la plus ou moins grande liquidité du marché (le spread augmente quand la liquidité diminue) ;
– l'encours émis par l'émetteur (plus un émetteur fait appel au marché plus il risque de payer cher).
Le marché français du BT, créé en 1985 avec comme modèle l'US Commercial Paper américain, a connu une progression significative tant en volume qu'en nombre d'émetteurs.
Le billet de trésorerie a été introduit à la Bourse de Paris le 18 décembre 1985.
S'il devait initialement permettre aux entreprises ayant une trésorerie excédentaire de placer leur cash en achetant des BT émis par des entreprises ayant des besoins de financement à court terme, le plus gros des achats (environ 70 %) est aujourd’hui réalisé par les fonds monétaires (Sicav, FCP) ainsi que par les sociétés d'assurances. C'est d'ailleurs ce gisement d'investisseurs (50 % des fonds monétaires européens sont gérés en France) qui a contribué au succès de ce marché.
Aujourd'hui il est quasiment totalement intermédié par les banques et dans une moindre mesure par les courtiers. Les banques jouent le rôle d'agent placeur (dealers) mais ont par rapport aux courtiers l'avantage de pouvoir faire de la « prise ferme », c’est-à-dire d'acheter les BT sans avoir d'investisseur déclaré au moment de la négociation. Elles peuvent alors garder une partie des BT achetés en cas de non revente, on dit alors qu'elles « portent » le papier dans leurs books et sont donc en risque de crédit sur l'émetteur de la créance.
Toutes les grandes banques actives sur ce marché ont un book de BT (plus généralement de TCN ce qui englobe les certificats de dépôts mais également les Euro commercial papers ou les US commercial papers). La taille de celui-ci varie selon les établissements. Elle pouvait atteindre 10 milliards d'euros avant la crise de 2007. La taille des books s'est depuis notablement réduite compte tenu du renchérissement de la liquidité pour les banques.